# Laleh Bakhtiar
Pour les articles homonymes, voir Bakhtiar.
Laleh Bakhtiar (1938-2020) est une érudite musulmane, connue pour sa traduction du Coran en anglais. Son approche est féministe, et influencée par sa spiritualité soufie.

## Publications
- The sublime Qurʼan: based on the Hanafi, Maliki and Shafii schools of law, Kazi Publications, 2007 (ISBN 978-1-56744-750-7)